# Paul T. Bateman
Paul Trevier Bateman (6 de junio de 1919 - 26 de diciembre de 2012) fue un matemático estadounidense especializado en teoría de números, conocido por formular la conjetura de Bateman-Horn sobre la densidad de los valores primos generados por los sistemas de polinomios y la nueva conjetura de Mersenne que relaciona la aparición de números primos de Mersenne y números primos de Wagstaff.

## Semblanza
Bateman nació en 1919 en Filadelfia. Se doctoró en la Universidad de Pensilvania en 1946, bajo la supervisión de Hans Rademacher. Después de ocupar puestos temporales en la Universidad de Yale y en el Instituto de Estudios Avanzados, se incorporó en 1950 al departamento de matemáticas de la Universidad de Illinois en Urbana-Champaign, donde fue jefe de departamento durante 15 años y posteriormente fue emérito. Fue el director de tesis doctoral de 20 estudiantes, incluidos Marvin Knopp, Kevin McCurley y George B. Purdy.
Fue miembro de la American Mathematical Society durante 71 años, siendo su secretario asociado durante 16 años, miembro del consejo de administración durante 4 años y miembro del Comité de Mathematical Reviews durante 5 años.

## Libros de texto
Bateman fue coautor de "Analytic Number Theory: An Introductory Course" (Teoría analítica de números: un curso introductorio). También colaboró en la segunda edición del libro de texto Teoría elemental de números, una traducción al inglés del texto en alemán de Edmund Landau Elementare Zahlentheorie.

## Otras informaciones
Los que figuran a continuación figuran en las siguientes referencias ().
- Bateman asistió a la Upper Moreland High School, que reconoció sus logros al incluirlo en su Salón de la Fama en 1999.
- Fue jefe de departamento durante 15 años y tenía un don para lo dramático, lo que llevó a que lo llamaran P. T. Barnum.
- En una función navideña, los estudiantes tenían un personaje llamado Batman, que aparecía con una hoja de papel de aluminio en la cabeza para simular su calvicie. Para no quedarse atrás, en la parodia del año siguiente, el propio Bateman apareció con un disfraz de Batman.
- Como jefe de departamento, creía firmemente en el "comité de uno" porque hacía innecesarias las reuniones del comité.
- Los candidatos a doctorarse tenían que aprobar un examen oral en alemán, ruso o francés. Sucedió que el Prof. Philippe Tondeur hablaba con fluidez estos tres idiomas, por lo que Bateman le encargó el trabajo de examinar a todos los candidatos.
- Fue editor de Problemas del American Mathematical Monthly de 1986 a 1991. Su primer acto fue resolver todos los problemas atrasados.
- Visitó el Instituto de Estudios Avanzados en tres ocasiones.